# Benjamin B. Warfield
Benjamin Breckinridge Warfield (Lewington, 5 novembre 1851 – Princeton, 16 febbraio 1921) è stato un teologo statunitense.

## Biografia
Nacque vicino a Lexington da William Warfield e Mary Cabell Breckinridge, una ricca famiglia della Virginia. Il suo nonno materno era il predicatore presbiteriano Robert Jefferson Breckinridge (1800–1871), figlio di John Breckinridge, un ex senatore e procuratore generale degli Stati Uniti d'America. Suo zio materno era John C. Breckinridge, quattordicesimo Vicepresidente degli Stati Uniti d'America e generale Confederato nella guerra di secessione americana. Suo fratello Ethelbert Dudley Warfield fu un ministro del culto presbiteriano. Una cugina di quarto grado, Wallis Warfield Simpson, fu la divorziata moglie di Edoardo VIII, per sposare la quale, il re del Regno Unito abdicò al trono.
Come molti bambini nati in una famiglia benestante, la prima istruzione infantile di Warfield fu privata. Entrò poi all'Università di Princeton nel 1868 e si laureò, nel 1871, con il massimo dei voti. Anche se aveva studiato matematica e scienza al college, durante un viaggio in Europa decise di studiare teologia, sorprendendo anche molti dei suoi amici più cari. Entrò al Seminario Teologico di Princeton, nel 1873, al fine di formarsi per il ministero di pastore presbiteriano e si laureò nel 1876.
Per un breve periodo, nel 1876, predicò nelle chiese presbiteriane a Concord e Dayton come "parroco supplente"; quest'ultima chiesa gli propose di diventare il suo ministro ordinato, proposta che cortesemente rifiutò. Alla fine del 1876, Warfield e la sua nuova moglie, si trasferirono in Germania dove egli studiò con Christoph Ernst Luthardt e Franz Delitzsch. Al rientro in patria fu, per un breve periodo, vice parroco della First Presbyterian Church di Baltimora. Poi divenne istruttore presso il Western Theological Seminary, oggi Pittsburgh Theological Seminary. Venne ordinato sacerdote il 26 aprile, 1879.
Nel 1881 scrisse un articolo, aasieme a A. A. Hodge, sull'ispirazione della Bibbia attirando l'attenzione per la sua difesa scientifica e forte della inerranza della Bibbia. In molti dei suoi scritti, Warfield tentò di dimostrare che la dottrina dell'infallibilità delle Scritture era semplicemente ortodossia dell'insegnamento cristiano e non semplicemente un concetto inventato nel XIX secolo. La sua passione fu quella di confutare gli elementi liberali all'interno presbiterianesimo e all'interno del cristianesimo in generale. Per tutta la vita continuò a scrivere libri e articoli, letti ancora oggi
Come accennato prima, nell'agosto del 1876 aveva sposato Annie Pierce Kinkead. Poco dopo avevano la visitato Germania poiché Warfield studiava a Lipsia. Durante la loro permanenza, i due incapparono in un terribile temporale. L'esperienza della tempesta fu così sconvolgente che la Kinkead non si riprese mai pienamente e rimase invalida funzionale per il resto della sua vita. Warfield continuò a prendersi cura della moglie fino alla morte della stessa avvenuta nel 1915, riuscendo a soddisfare il suo lavoro di teologo con il suo ruolo di infermiere. Non ebbero figli.

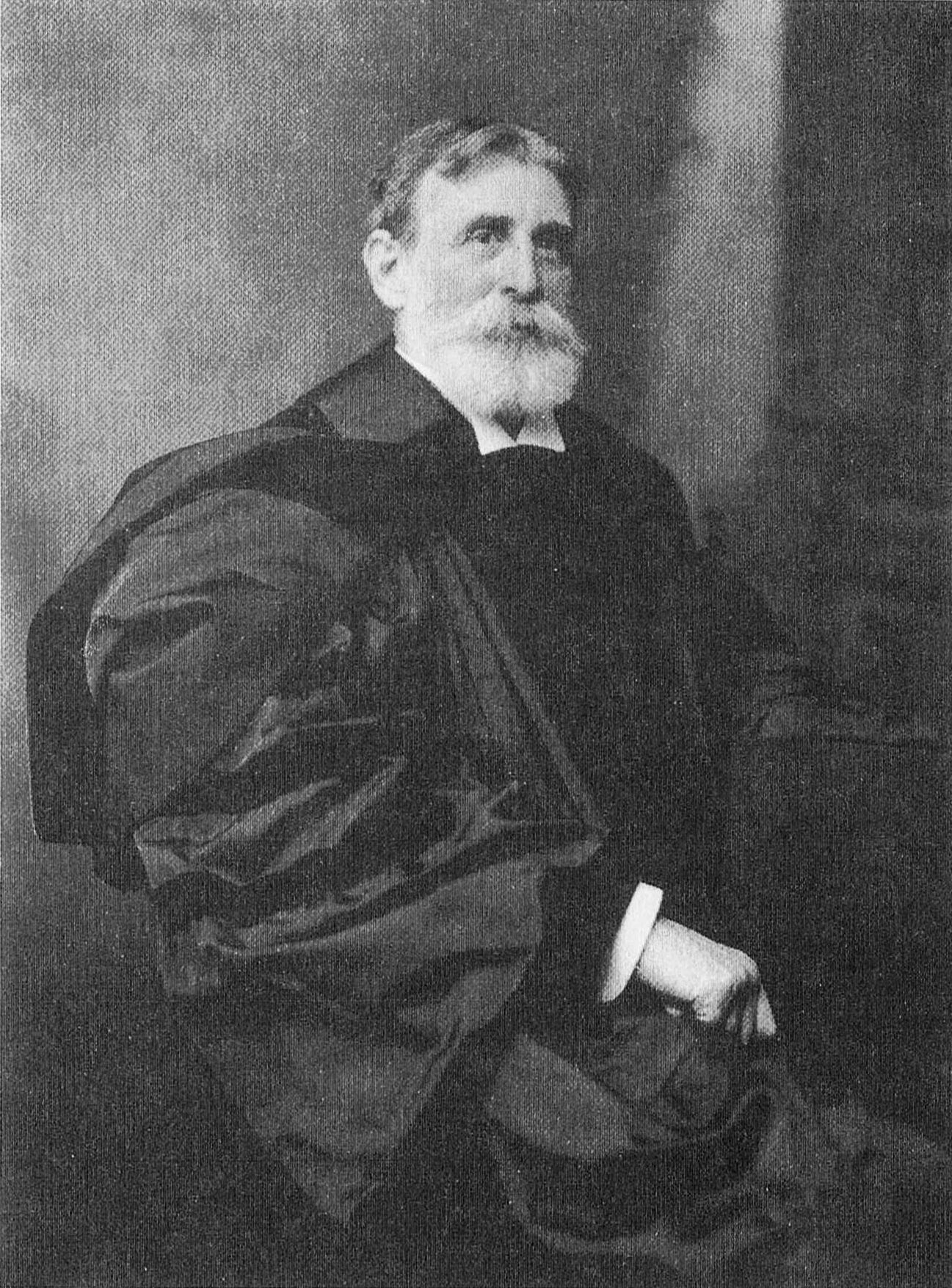
Princeton

Nel 1887 Warfield ottenne quella che era stata la cattedra di Charles Hodge al Seminario Teologico di Princeton, dove succedette al figlio di Hodge, A. A. Hodge e vi rimase fino alla sua morte. Come ultimo successore conservatore di Hodge prima della riorganizzazione del Seminario di Princeton, Warfield è spesso considerato dagli studiosi protestanti come l'ultimo dei teologi di Princeton.
Morì a Princeton il 16 febbraio 1921.

## Opere

### Libri
- Dr. Edwin A. Abbott on the Genuineness of Second Peter (1883)
- Some Difficult Passages in the First Chapter of 2 Corinthians (1886)
- The Canon of the New Testament: How and When Formed (1892)
- The Witness of the Stars (1893)
- Number in Scripture (1894, 1921 4th revised edition)
- The Right of Systematic Theology (1897)
- Acts and Pastoral Epistles Timothy, Titus, and Philemon, Vol. 26 of The Temple Bible (1902)
- The Power of God Unto Salvation (1903)
- The Lord of Glory : A Study of the Designations of Our Lord in the New Testament with Especial Reference to His Deity, (1907)
- The Westminster Assembly and its Work (1908)
- Commentary on Revelation (1909, revised and corrected)
- The Religious Life of Theological Students (1911)
- Concerning Schmiedel's "Pillar-passages." (1913)
- The Plan of Salvation (1915)
- The Bible, The Book of Mankind (1915)
- Faith and Life (1916)
- The Saviour of the World (1916)
- Counterfeit Miracles (1918)
- Are They Few That Be Saved? (1918)
- The Divine Origin of the Bible
- Biblical Doctrines
- Augustine and the Pelagian Controversy
- Studies in Theology
- The Inspiration and Authority of the Bible
- The Making of the Westminster Confession
- The Emotional Life of Our Lord
- The Person of Christ According to the New Testament
- Counterfeit Miracles
- An Introduction to the Textual Criticism of the New Testament
- Are They Few that Be Saved?
- The Lord of Glory: A Study of the Designations of Our Lord in the New Testament with Especial Reference to His Deity

### Opere postume
- Perfectionism: Articles reprinted from periodicals, ecc. edited by Ethelbert Dudley Warfield, William Park Armstrong, and Caspar Wistar Hodge (1931)
- Calvin and Calvinism (1931)
- The Inspiration and Authority of the Bible, edited by Samuel G. Craig; with an introduction by Cornelius Van Til. (1948)
- Biblical and Theological Studies, edited by Samuel G. Craig (1952)

### Saggi e sermoni
- Site dedicated to the life and writings of B. B. Warfield
- The Leading of the Spirit
- What is Calvinism?
- A Brief and Untechnical Statement of the Reformed Faith
- Calvinism - The Meaning And Uses of the Term
- The Theology of John Calvin
- Augustine & The Pelagian Controversy: The Origin & Nature of Pelagianism
- Augustine & The Pelagian Controversy: The Theology of Grace
- Augustine & The Pelagian Controversy: The External History of the Pelagian Controversy
- Inspiration (of Scripture)
- The Formation of the Canon of the New Testament
- God-Inspired Scripture
- Calvin and the Bible
- Calvin and the Reformation
- John Calvin The Theologian
- Election
- Some Thoughts on Predestination
- The Plan of Salvation (Part I) (Part II) (Part III) (Part IV) (Part V)
- Photographs of B.B. Warfield's grave at Princeton Cemetery.
- Darwin's Arguments Against Christianity And Religion by Benjamin B. Warfield